# Bycanistes bucinator
El cálao trompetero (Bycanistes bucinator) es una especie de ave bucerotiforme de la familia Bucerotidae que habita las selvas africanas desde Angola a Kenia hasta Mozambique y Sudáfrica.
No se reconocen subespecies.

## Descripción
Mide de 50 a 60 cm de envergadura y pesa de 450g a 1 kg. Se caracteriza por tener un gran casco gris sobre el pico. Los ojos son de color marrón o rojo, con la piel que los rodea de color rosa. Plumaje de color negro y gris, con el vientre blanco. Es un ave gregaria que vive en grupos de 2 a 5 individuos, aunque a veces pueden llegar hasta 50.